# Jurij Žirkov
Jurij Valentinovič Žirkov (rusky Ю́рий Валенти́нович Жирко́в; *20. srpna 1983, Tambov, Tambovskaja oblasť) je bývalý profesionální ruský fotbalový záložník. Dříve působil v několika ruských klubech jako Spartak Tambov, CSKA Moskva, Anži Machačkala, Dynamo Moskva, Zenit Petrohrad a FK Chimki. Mezi roky 2009 až 2011 si vyzkoušel zahraniční angažmá v anglické Chelsea. Hraje na pozici levého záložníka, ale může zaskakovat i jako levý obránce.
Za rok 2008 získal ocenění „Fotbalista roku“ v Rusku podle novin Futbol. Účastník EURA 2008.

## Klubová kariéra
S fotbalem začínal v klubu Spartak Tambov. Poté přestoupil do CSKA Moskva, se kterým vyhrál Pohár UEFA 2004/05, když ve finále proti Sportingu vstřelil vítězný gól. V roce 2008 byl mezi 30 nominovanými o cenu pro nejlepšího hráče Evropy. V létě 2009 přestoupil do Chelsea za 22 milionů eur a podepsal smlouvu na 4 roky.
Poté co se zranil na Euru 2020 (konaném v roce 2021) mu nebyla v Zenitu předložena nová smlouva. Až zkraje nového roku 2022 se dohodl na nové smlouvě do konce sezóny s FK Chimki, ruským klubem na posledním místě tabulky nejvyšší ruské ligy.

## Reprezentační kariéra
Žirkov debutoval v A-mužstvu ruské reprezentace 9. 2. 2005 v přátelském utkání v Cagliari proti týmu Itálie (porážka 0:2).
Zúčastnil se EURA 2008 ve Švýcarsku a Rakousku, kde Rusko podlehlo v semifinále Španělsku 0:3.

Hrál i na EURU 2012 v Polsku a na Ukrajině, kde Rusové vypadli již v základní skupině A.

Představil se i na MS 2014 v Brazílii, kde odehrál 1 zápas (proti Jižní Koreji, remíza 1:1).

## Úspěchy
CSKA Moskva
- 1× vítěz Poháru UEFA (2004/05)
- 2× vítěz ruské Premier ligy (2005, 2006)
- 4× vítěz ruského poháru (2005, 2006, 2008, 2009)
- 4× vítěz ruského Superpoháru (2004, 2006, 2007, 2009)

Chelsea FC
- 1× vítěz anglické Premier League (2009/10)
- 1× vítěz FA Cupu (2010)